# 硫酸铪
硫酸铪是一种无机化合物，化学式为Hf(SO4)2，它存在无水物及水合物。在水合物中，水合数可达7，但四水合物较为常见。

## 结构
无水硫酸铪具有聚合结构，其聚合网络通过硫酸根连接铪原子得到，它与硫酸锆同构。